# Brunel-universiteit
De Brunel-universiteit (Engels: Brunel University) is een universiteit in Uxbridge in West-Londen, vernoemd naar de Britse ingenieur Isambard Kingdom Brunel. De universiteit heeft ongeveer 15.000 studenten en richt zich vooral op techniek en exacte wetenschap.
In de Times Higher Education Supplement stond Brunel in 2008 wereldwijd op de 296e plaats en binnen het Verenigd Koninkrijk op de 38e plaats. In de Times Good University Guide stond de universiteit in 2009 op de 47e plaats in het Verenigd Koninkrijk en in de Guardian University Guide op de 54e plaats.

## Geschiedenis
De universiteit kwam voort uit Acton Technical College in de Londense wijk Acton. In 1961 werd het Brunel College of Technology afgesplitst van deze hogeschool, en een jaar later, in 1962, kreeg het de naam Brunel College of Advanced Technology. Op 9 juni 1966 kreeg Brunel de status van universiteit.
In 1961 werd een nieuwe campus in Uxbridge, in het uiterste westen van Londen, toegevoegd aan de bestaande campus in Acton. De campus in Acton werd in 1971 opgeheven. In 1980 fuseerde Brunel met Shoreditch College of Education in Runnymede (Surrey), ten westen van Londen. Dit werd de nieuwe tweede campus van Brunel. Na een fusie met het West London Institute of Higher Education in 1985 kreeg Brunel er twee nieuwe campussen bij, in de Londense wijken Osterley en Twickenham. In recente jaren werden de campussen in Runnymede, Osterley en Twickenham verkocht. Het geld dat dit opbracht werd gebruikt om de campus in Uxbridge te renoveren en uit te breiden met onder meer een nieuw sportcentrum, studentenverblijven en een uitbreiding van de universiteitsbibliotheek.
In 1996 besloot Brunel University om een eredoctoraat toe te kennen aan Margaret Thatcher, nadat de Universiteit van Oxford eerder geweigerd had om haar een eredoctoraat te geven. Deze beslissing leidde tot veel protest bij de studenten en faculteit van Brunel, waardoor de uitreikingsceremonie niet op de campus van de universiteit maar in het Hogerhuis moest plaatsvinden.

## Bekende faculteitsleden

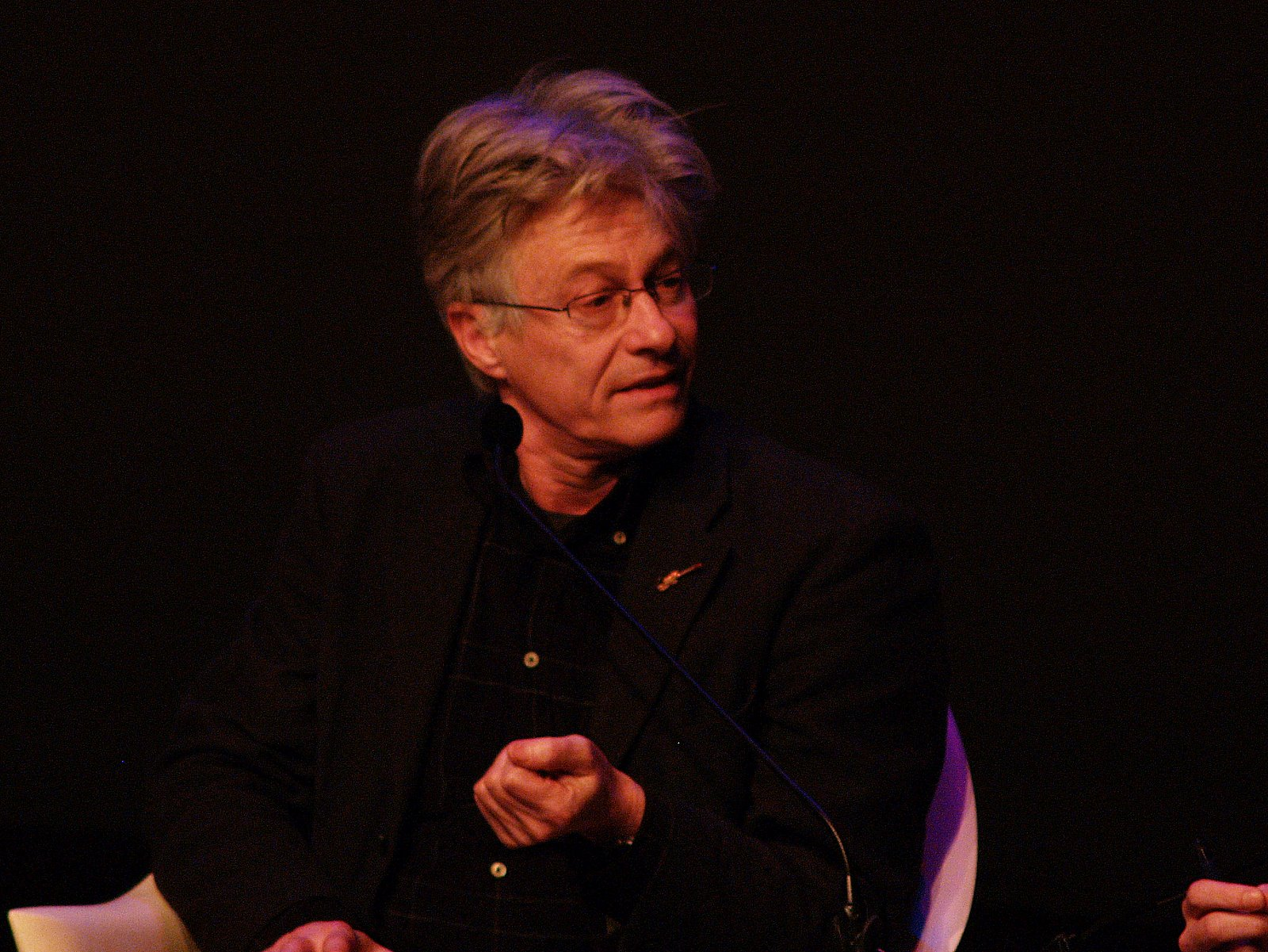
Dick Pels was hoogleraar aan Brunel van 1998 tot 2002

Enkele bekende (voormalige) stafleden van Brunel zijn:
- Gordon Pask (1928-1996), psycholoog en cyberneticus
- Malcolm Wicks (1947), parlementslid en lid van de Britse regering (onder andere als Minister of State for Science and Innovation) van 1999 tot 2008
- Dick Pels (1948), Nederlands socioloog en publicist, was hoogleraar sociologie en mediastudies aan Brunel van 1998 tot 2002

## Bekende studenten
Enkele bekende studenten van Brunel zijn:
- Rudi Vis (1941), Brits parlementslid van Nederlandse afkomst
- Joyce Anelay (1974), Brits parlementslid en staatssecretaris
- Jo Brand (1957), comédienne en televisiepersoonlijkheid
- Tony Adams (1966), voetballer en trainer
- Audley Harrison (1971), zwaargewichtbokser, winnaar olympisch goud in Sydney
- Carl Barât (1978), zanger en gitarist van Dirty Pretty Things en The Libertines
- Willem van Luxemburg (1981), erfgroothertog van Luxemburg

## Wetenswaardigheden
- Op de campus van Brunel University werden de scènes van de film A Clockwork Orange (1971) opgenomen waarin het hoofdpersonage Alex wordt blootgesteld aan de "Ludovico-techniek".